# Ceraturgus kawamurae
Ceraturgus kawamurae là một loài ruồi trong họ Asilidae. Ceraturgus kawamurae được Matsumura miêu tả năm 1916. Loài này phân bố ở vùng Cổ Bắc giới và châu Á.